# コバギボウシ
コバギボウシ（小葉擬宝珠、学名：Hosta sieboldii）は、リュウゼツラン亜科ギボウシ属の多年草。狭義には、前掲のH. sieboldiiの品種 var. sieboldii f. spathulata（シノニム：H. helonioides）を指す。
「擬宝珠」は、橋の欄干につける装飾品のことであり、花の蕾の形が擬宝珠に似ていることに由来するという説の他、葱坊主に似ている(?)という説がある。

## 分布と生育環境等
北海道、本州、四国、九州までの広い地域に分布し、日当たりの良い湿った草原や湿原に自生する。

## 特徴
花茎の高さは30 - 50cmくらいになる。葉は根生葉、形は長楕円形、披針形で、葉の長さは10 - 20cm、幅は4 - 8cmくらいになり、葉柄がつく。

花期は7-9月で、漏斗型の濃い紫色から淡紫色の花をやや下向きにつけ、筒部に透明な線が入る。花軸につく蕾が下部から上部へと開花していく。

オオバギボウシに比べると全体に小さい。